# Јараш (Ковасна)
Јараш (рум. Iarăș) насеље је у Румунији у округу Ковасна у општини Хагиг. Oпштина се налази на надморској висини од 543 m.

## Становништво
Према подацима из 2002. године у насељу је живело 503 становника.

### Попис2002.
| Расподела становништва по националности 2002.‍ | Расподела становништва по националности 2002.‍ | Расподела становништва по националности 2002.‍ | Расподела становништва по националности 2002.‍ | Расподела становништва по националности 2002.‍ |
| --------------------------------------------- | --------------------------------------------- | --------------------------------------------- | --------------------------------------------- | --------------------------------------------- |
|                                               |                                               |                                               |                                               |                                               |
| Румуни                                        | Румуни                                        |                                               | 313                                           | 62,4%                                         |
| Мађари                                        | Мађари                                        |                                               | 8                                             | 1,6%                                          |
| Роми                                          | Роми                                          |                                               | 181                                           | 36,1%                                         |